# 8월 25일
8월 25일은 그레고리력으로 237번째(윤년일 경우 238번째) 날에 해당한다.

## 사건
- 127년 - 일식 발생.
- 608년 - 교황 보니파시오 4세, 67대 로마 교황으로 취임.
- 1919년 - 이승만, 미국 워싱턴 D.C.에 임시정부 구미위원회 설립.
- 1936년 - 일장기 말소 사건: 동아일보가 손기정 선수의 사진에서 일장기를 지운 채 보도하다.
- 1948년 - 조선민주주의인민공화국, 총선거 실시.
- 1958년 - 안도 모모후쿠가 처음으로 인스턴트 라면을 개발되었다.
- 1965년 - 대한민국 정부, 한일협정 반대 시위 확산되는 고려대학교에 무장군인 투입.
- 1979년 - 태풍 주디호, 대한민국의 남부 지방을 강타해 130여 명 사망·실종.
- 1991년 - 리누스 토르발스가 유즈넷 뉴스그룹에 새로운 자유 운영 체제를 만들고 있다고 공개되었다.
- 1992년 - 대한민국, 노태우 대통령, 민주자유당 총재직 사퇴.
- 2003년 - 대한민국 정부, 신용불량자 81만 명 구제 대책 발표.

## 문화
- 1923년 - 경성전기, 안국동 선 전차 운전 개시되었다.
- 1960년 - 제17회 로마 올림픽이 개막되었다.
- 1972년 - 대한민국, 경복궁 내 국립중앙박물관 개관.
- 1977년 - 대한민국, 금산 제 2위성통신 지구국 완공되었다.
- 1986년
  - 대한민국 국립현대미술관, 과천시로 이전 개관.
  - 대한민국, 영광 원자력 1호기 준공.
- 1989년 - 보이저 2호가 해왕성을 접근 통과함. 최초로 해왕성의 근접 촬영에 성공.
- 1999년 - 대한민국 정보통신부, 국내 이동전화 가입자 2천만 명(국민 2.3명당 1대꼴) 돌파발표.
- 2009년 - 대한민국 고흥군 나로우주센터에서 우주발사체 나로호가 발사되었다.
- 2022년 - EBS의 방귀대장 뿡뿡이가 22년 만에 종영되었다.

## 탄생
- 1442년 - 레 성종. (~1497년)
- 1530년 - 러시아의 황제 이반 4세. (~1584년)
- 1560년 - 조선의 무신, 군인, 정치인 박진. (~1597년)
- 1563년 - 조선 선조의 후궁 정빈 홍씨. (~1638년)
- 1707년 - 스페인의 군주 루이스 1세. (~1724년)
- 1786년 - 바이에른 왕국의 국왕 루트비히 1세. (~1868년)
- 1841년 - 스위스의 의사, 노벨 의학상 수상자 에밀 테오도어 코허. (~1917년)
- 1900년 - 영국의 생화학자 핸스 애돌프 크레브스. (~1981년)
- 1909년 - 미국의 배우, 가수, 댄서 루비 킬러. (~1993년)
- 1911년 - 베트남의 군사 지도자 보응우옌잡. (~2013년)
- 1912년 - 독일의 공산주의 혁명가, 지도자 에리히 호네커. (~1944년)
- 1916년 - 미국의 소아과 의사, 바이러스학자 프레더릭 채프먼 로빈스. (~2003년)
- 1918년 - 미국의 지휘자 레너드 번스타인. (~1990년)
- 1924년 - 일본의 영화감독 마스무라 야스조. (~1986년)
- 1928년
  - 대한민국의 희극인 서영춘. (~1986년)
  - 독일의 물리학자 허버트 크뢰머. (~2024년)
- 1930년 - 스코틀랜드의 영화배우 숀 코너리. (~2020년)
- 1931년 - 대한민국의 정치인 정상천. (~2015년)
- 1933년 - 미국의 연주가, 작곡가 웨인 쇼터. (~2023년)
- 1934년 - 이란의 제4대 대통령 악바르 하셰미 라프산자니. (~2017년)
- 1938년 - 영국의 소설가 프레더릭 포사이스. (~2025년)
- 1939년 - 미국의 보디빌딩 선수 크리스 디커슨. (~2021년)
- 1940년 - 대한민국의 변호사 이재후.
- 1943년 - 대한민국의 만화가 윤승운.
- 1949년
  - 영국의 소설가 마틴 에이미스. (~2023년)
  - 미국의 음악가 진 시몬스.
- 1951년 - 영국의 헤비 메탈 가수 롭 핼퍼드.
- 1953년 - 대한민국의 언론 출신 공무원, 사회기관단체인 김성진. (~2025년)
- 1956년 - 대한민국의 교수 전용일.
- 1958년 - 미국의 영화 감독 팀 버튼.
- 1959년 - 대한민국의 전 야구 선수 박영태.
- 1960년
  - 대한민국의 정치인 윤병태.
  - 대한민국의 희극인 김은우.
- 1961년
  - 대한민국의 야구 감독 및 야구 선수 조성옥. (~2009년)
  - 미국의 컨트리 가수, 배우 빌리 레이 사이러스.
- 1962년
  - 대한민국의 배우 손병호.
  - 독일의 전 축구 선수 미하엘 초어크.
- 1963년 - 대한민국의 가수 이상우.
- 1964년 - 대한민국의 가수 정재은.
- 1966년
  - 대한민국의 작가 손영목.
  - 잉글랜드의 배우 트레이시앤 오버먼.
- 1967년
  - 미국의 정치인 존 허스테드.
  - 독일의 레슬링 선수 토마스 찬더.
  - 일본의 성우 히야마 노부유키.
- 1968년
  - 대한민국의 아나운서 신동진.
  - 대한민국의 작사가 강은경.
- 1970년
  - 중화인민공화국의 전 축구 선수 하오하이둥.
  - 독일의 모델 겸 배우 클라우디아 시퍼.
  - 대한민국의 야구 선수 이민호.
- 1972년 - 영국의 영화감독 조 라이트.
- 1973년 - 독일의 영화감독 파티흐 아킨.
- 1974년
  - 대한민국의 전 야구 선수 강혁.
  - 대한민국의 기타리스트 이상순.
- 1975년 - 대한민국의 전 야구 선수 김상우.
- 1976년
  - 스웨덴의 배우 알렉산데르 스카르스고르드.
  - 미국의 야구 선수 페드로 펠리시아노. (~2021년)
- 1977년
  - 대한민국의 배우 김윤정.
  - 대한민국의 배우 심훈기.
  - 일본의 성우, 가수, 작사가 아사노 마스미.
- 1979년 - 대한민국의 감정인, 건축시공기술사 최경용.
- 1981년
  - 대한민국의 레이싱 모델 구은경.
  - 대한민국의 군인 박동혁.
  - 일본의 성우 아베 아츠시.
  - 미국의 배우 레이철 빌슨.
  - 러시아의 축구 선수 알렉세이 부가예프. (~2024년)
- 1982년 - 대한민국의 배드민턴 선수 정재성. (~2018년)
- 1983년
  - 대한민국의 방송인, 전 아나운서 김석류.
  - 일본의 가수 오호리 메구미.
  - 잉글랜드의 스쿼시 선수 제임스 윌스트롭.
  - 미국의 배우 에번 조니카이트.
- 1984년
  - 대한민국의 가수 아유미.
  - 대한민국의 성우 여윤미.
  - 대한민국의 배우 김옹.
- 1985년 - 대한민국의 야구 선수 임창민 (NC 다이노스).
- 1986년
  - 대한민국의 미스코리아 출신 방송인 이겨레.
  - 대한민국의 영화감독 강의석.
  - 대한민국의 배우 노수산나.
- 1987년
  - 미국의 배우 블레이크 라이블리.
  - 중국의 배우 유역비.
  - 대한민국의 방송인 윤지오.
- 1988년
  - 대한민국의 가수 황광희 (제국의아이들).
  - 대한민국의 축구 선수 김민.
  - 일본의 축구 선수 나가사와 슌.
  - 잉글랜드의 가수, 배우, 댄서 레이 퀸.
- 1989년
  - 대한민국의 전 축구 선수, 축구 지도자 최유상.
  - 잉글랜드의 모델, 가수 앰버 르 봉.
- 1990년 - 대한민국의 골프 선수 최운정.
- 1991년 - 대한민국의 전 축구 선수 김세훈.
- 1992년
  - 일본의 가수 나츠야키 미야비 (Berryz코보).
  - 스페인의 축구 선수 보르하 바스톤.
  - 스위스의 축구 선수 리카르도 로드리게스.
  - 독일의 루지 선수 아일린 프리슈.
- 1993년 - 대한민국의 전 레이싱 모델 연지은.
- 1994년 - 대한민국의 가수 한서인 (더 씨야).
- 1995년
  - 대한민국의 가수 겸 배우 옹성우 (워너원).
  - 대한민국의 가수 도운 (DAY6).
  - 일본의 축구 선수 아라키 쇼.
- 1996년
  - 대한민국의 가수 배유진 (걸카인드).
  - 대한민국의 가수 최석원 (싸이퍼).
  - 대한민국의 배우 백서후.
  - 대한민국의 축구 선수 장윤호 (K리그, 전북 현대 모터스).
  - 대한민국의 정치인 박성민.
  - 대한민국의 전직 리그 오브 레전드 프로게이머 린.
  - 일본의 아이돌 시부야 나기사.
- 1997년
  - 대한민국의 리그 오브 레전드 프로게이머 허만흥.
  - 대한민국의 유튜버 변승주.
  - 대한민국의 배우 최지수.
- 1999년 - 대한민국의 배우 김홍은.
- 2001년 - 대한민국의 가수 JEROME (TO1).
- 2002년
  - 대한민국의 배우 김환희.
  - 대한민국의 리그 오브 레전드 프로게이머 쿼드.
- 2003년 - 멕시코의 배우 이냐키 고도이.
- 2004년 - 대한민국의 배우 최정은.
- 2006년
  - 대한민국의 배우, 가수 김푸름.
  - 스코틀랜드의 축구 선수 레넌 밀러.
- 2007년 - 일본의 아이돌 카자마노 노카.
- 2009년 - 대한민국의 가수 겸 작사가 정사랑.

## 사망
- 1227년 - 몽골의 정복자 칭기즈 칸. (1162년~)
- 1776년 - 영국의 철학자 데이비드 흄. (1711년~)
- 1819년 - 영국의 발명가 제임스 와트. (1736년~)
- 1822년 - 독일 출신의 영국 천문학자 윌리엄 허셜. (1738년~)
- 1867년 - 영국의 물리학자 마이클 패러데이. (1791년~)
- 1900년 - 독일의 철학자 프리드리히 니체. (1844년~)
- 1908년 - 프랑스의 물리학자 앙리 베크렐. (1852년~)
- 1925년 - 오스트리아-헝가리 제국의 장군 프란츠 콘라트 폰 회첸도르프 백작. (1852년~)
- 1985년 - 미국의 평화 운동가 서맨사 스미스. (1972년~)
- 2011년 - 대한민국의 배우 한채원. (1985년~)
- 2012년 - 미국의 우주비행사 닐 암스트롱. (1930년~)
- 2013년
  - 대한민국의 기업인, 정치가 고희선. (1949년~)
  - 대한민국의 희극인 오성우. (1966년~)
- 2015년 - 대한민국의 배우 김상순. (1937년~)
- 2017년 - 대한민국의 군인 오자복. (1930년~)
- 2018년
  - 미국의 정치인 존 매케인. (1936년~)
  - 잉글랜드의 무용가 린제이 켐프. (1938년~)
  - 일본의 성우 아소 미요코. (1926년~)
- 2024년 - 대한민국의 배우 오승명. (1946년~)

## 기념일
- 광복절: 프랑스 파리
- 군인의 날(Soldier's Day): 브라질
- 선군절: 조선민주주의인민공화국

## 같이 보기
- 전날: 8월 24일 다음날: 8월 26일 - 전달: 7월 25일 다음달: 9월 25일
- 음력: 8월 25일
- 모두 보기